# Sádočné
Sádočné (Hongaars: Szádecsne) is een Slowaakse gemeente in de regio Trenčín, en maakt deel uit van het district Považská Bystrica.
Sádočné telt 160 inwoners.